# Bryoerythrophyllum campylocarpum
Bryoerythrophyllum campylocarpum är en bladmossart som beskrevs av H. Crum 1957. Bryoerythrophyllum campylocarpum ingår i släktet fotmossor, och familjen Pottiaceae. Inga underarter finns listade i Catalogue of Life.